# Hilfe! Hochzeit! – Die schlimmste Woche meines Lebens
Hilfe! Hochzeit! – Die schlimmste Woche meines Lebens ist eine deutschsprachige Comedy-Fernsehserie der Regisseurin Isabel Kleefeld.
Die Serie basiert auf der britischen BBC-Serie The Worst Week of My Life und wurde ab dem 13. April 2007 freitagabends auf Sat.1 ausgestrahlt.

## Handlung
Alles, was schiefgehen kann, geht schief ist das Motto der Serie. Die Comedyserie, die im Wesentlichen auf Peinlichkeiten und Fehlern aufbaut, erzählt die sieben Tage, die zur Heirat des Geschäftsmanns Joachim Witte und seiner Verlobten Anna von Schanz, der Tochter des Richters Albrecht von Schanz, führen. Dabei ergeben sich einige peinliche Situationen: Judith, eine Arbeitskollegin, mit der Joachim vier Jahre zuvor betrunken einen One-Night-Stand hatte, will seine Hochzeit verhindern; Joachim tötet versehentlich den Hund seiner zukünftigen Schwiegereltern, macht Annas Großmutter krankenhausreif und verliert den Hochzeitsring (ein Familienerbstück). Am Ende der Woche heiraten Joachim und Anna trotz der vielen Missgeschicke, die dem wohlgesinnten, aber unfallgeneigten Bräutigam widerfahren sind.

## Internationale Versionen
Das britische Original The Worst Week of My Life (Die schlimmste Woche meines Lebens) besteht aus zwei Staffeln und einer dreiteiligen Weihnachtsspezialausgabe, die The Worst Christmas of My Life (Das schlimmste Weihnachten meines Lebens) heißt. Die Serie wurde im Zeitraum von 2004 bis 2006 von BBC One ausgestrahlt. Ben Miller (bekannt aus Johnny English) spielte die Rolle des Howard Steel (in der deutschen Version: Joachim Witte), seine Verlobte, Mel Cook, wurde von Sarah Alexander (bekannt aus der Serie Coupling) dargestellt. Die Rollen der Schwiegereltern übernahmen Alison Steadman und Geoffrey Whitehead.
Ab dem 22. September 2008 strahlte CBS die amerikanische Version unter dem Titel Worst Week aus, die als deutschsprachige Erstausstrahlung ab dem 2. Januar 2011 auf Sat.1 ausgestrahlt wurde.

## Ausstrahlung
Eine unvollständige Auflistung gemessener Einschaltquoten und Marktanteile der um 21:15 Uhr gesendeten Folgen veranschaulicht folgende Tabelle:
| Folge | Datum          | Zuschauer | Zuschauer       | Marktanteil | Marktanteil     | Quellen |
| Folge | Datum          | Gesamt    | 14 bis 49 Jahre | Marktanteil | Marktanteil     | Quellen |
| Folge | Datum          | Gesamt    | 14 bis 49 Jahre | Gesamt      | 14 bis 49 Jahre | Quellen |
| ----- | -------------- | --------- | --------------- | ----------- | --------------- | ------- |
| 1     | 13. April 2007 | 2,49 Mio. | 1,49 Mio.       | 8,6 %       | 13,9 %          | [ 3 ]   |
| 2     | 20. April 2007 | –         | –               | –           | 13,1 %          | [ 4 ]   |
| 4     | 4. Mai 2007    | 1,92 Mio. | –               | 6,7 %       | 10,1 %          | [ 5 ]   |

## Hintergrund
Inszeniert wurde die Serie von Isabel Kleefeld, geschnitten von Andrea Mertens und Nicole Kortlüke.

## Fernsehfilm
Am 24. Juli 2008 wurde aus den sieben Folgen eine gekürzte Fassung als 125-minütiger (Originallänge: 156 Minuten) Fernsehfilm in Sat.1 ausgestrahlt.